# Fernmeldeturm Landau
Der Fernmeldeturm Landau ist ein für die Öffentlichkeit nicht zugänglicher Fernmeldeturm. Er befindet sich im Stadtzentrum von Landau in der Pfalz. Baulich handelt es sich um einen Typenturm des Typs FMT 9.
Neben dem nichtöffentlichen Richtfunk wird der Sender auch zur Ausstrahlung von UKW-Signalen für die Stadt Landau verwendet.

## Frequenzen und Programme

### Analoger Hörfunk (UKW)
| Frequenz (MHz) | Programm       | RDS PS   | RDS PI | Regionalisierung | ERP (kW) | Antennendiagramm rund (ND)/gerichtet (D) | Polarisation horizontal (H)/vertikal (V) |
| -------------- | -------------- | -------- | ------ | ---------------- | -------- | ---------------------------------------- | ---------------------------------------- |
| 94,8           | Antenne Landau | ANTENNE_ | 1BA4   | –                | 0,1      | ND                                       | H                                        |

### Analoges Fernsehen (PAL)
Vor der Umstellung auf DVB-T diente der Sendestandort außerdem für analoges Fernsehen:
| Kanal | Frequenz (MHz) | Programm                       | ERP (kW) | Sendediagramm rund (ND)/ gerichtet (D) | Polarisation horizontal (H)/ vertikal (V) |
| ----- | -------------- | ------------------------------ | -------- | -------------------------------------- | ----------------------------------------- |
| 24    | 495,25         | Sat.1 (Rheinland-Pfalz/Hessen) | 0,1      | ND                                     | V                                         |